# Helluhnúkur
Helluhnúkur är en bergstopp i republiken Island. Den ligger i regionen Suðurland, 120 km sydost om huvudstaden Reykjavík. Toppen på Helluhnúkur är 765 meter över havet.
Trakten runt Helluhnúkur är nära nog obefolkad, med mindre än två invånare per kvadratkilometer. Trakten runt Helluhnúkur består i huvudsak av gräsmarker.